# Franc Kalan (župan)
Franc Kalan, s polnim imenom Frančišek Paolski Kalan sr., s hišnim imenom Urhovc, slovenski posestnik in politik, * 2. april 1835, † 1. avgust 1909.
Med letoma 1871 in 1877 je bil trboveljski župan.

## Življenje
Franc Kalan se je rodil 2. aprila 1835 kot šesti od osmih otrok očeta gostilničarja Matevža Kalana in matere Uršule (roj. Savšek) oz. kot deseti od enajstih otrok Matevža Kalana. Njegov mrzli nečak je bil kasnejši trboveljski župan Gustav Vodušek.
Leta 1855 mu je oče prepustil vodenje domačije Urhovec.
25. aprila 1867 se je poročil z Marijo Polak. Rodili so se jima sinovi Franc (1868), Leopold (1872) in Rudolf (1879) ter hčeri Marija (1870) in Pavla (1882).

### Županovanje (1871–1877)
Leta 1871 je bil izvoljen za občinskega odbornika. Občinski odborniki so ga še istega leta izvolili za župana. Njegov tajnik je bil Feliks Pust, sin Kalanovega predhodnika Franca Pusta.
Leta 1875 mu je županovanje presedlo in je okrajnemu glavarstvu javil, da želi odstopiti. V pismu se pritožuje, da ga soobčani ne podpirajo in da ima občutek, da mu okrajni glavar ne zaupa kot bi mu moral. Žandarji naj bi namreč poizvedovali o stvareh, glede katerih bi se okrajni glavar moral zanesti nanj. Poleg tega je zaradi županskih obveznosti zanemarjal svoje delo in bal se je, da bi zbolel. Okrajni glavar mu je v pismu izrekel popolno zaupanje, vendar Kalan ponovne izvolitve leta 1877 ni sprejel. Kljub vsemu je še naprej deloval kot občinski odbornik.
Umrl je leta 1909 zaradi odpovedi srca.

#### Pomembni dogodki v času županovanja
V občini je bilo leta 1871 že 4000 prebivalcev.
Najpomembnejši dogodek v času njegovega županovanja je gotovo bila ustanovitev Trboveljske premogokopne družbe leta 1872. TPD je v kratkem času pokupila vse premogovnike v Zasavju in postala največji "proizvajalec" premoga tudi izven meja današnje Slovenije.